# Lliga Comunitat 2025-26
La temporada 2025-26 de la Lliga Comunitat de fútbol corresponde a la tercera edición de este campeonato que ocupa el sexto nivel en el sistema de ligas de fútbol de España en la Comunidad Valenciana. Comenzará el 13 de septiembre de 2025 y finalizará el 10 de mayo de 2026. Posteriormente, a partir del 17 de mayo se disputará la promoción de ascenso al grupo VI de Tercera Federación.

## Sistema de competición
La liga consta de 32 clubes distribuidos por proximidad geográfica en dos grupos de 16 equipos, en el grupo norte se incluyen los equipos de la Provincia de Castellón y los de la mitad norte de la Provincia de Valencia, mientras que en el grupo sur se incluyen los equipos del sur de la Provincia de Valencia y los de la Provincia de Alicante. El campeón de cada grupo asciende directamente al grupo VI de Tercera Federación, mientras que el segundo y tercer clasificado de cada grupo disputa la fase de ascenso, cuyo ganador asciende igualmente de categoría.
Los tres últimos clasificados de cada grupo descienden directamente a Lliga Primera FFCV.

## Clasificaciones
Definidos los dos grupos.

### Grupo Norte
| Pos. | Equipo                               | Pts. | PJ | G | E | P | GF | GC | Dif. |                                           |
| ---- | ------------------------------------ | ---- | -- | - | - | - | -- | -- | ---- | ----------------------------------------- |
| 1    | C. D. Acero                          | 0    | 0  | 0 | 0 | 0 | 0  | 0  | 0    | Ascenso a Tercera Federación              |
| 2    | C. D. Almazora                       | 0    | 0  | 0 | 0 | 0 | 0  | 0  | 0    | Promoción de ascenso a Tercera Federación |
| 3    | Alqueríes C. F.                      | 0    | 0  | 0 | 0 | 0 | 0  | 0  | 0    | Promoción de ascenso a Tercera Federación |
| 4    | C. F. Atlètic Quart de les Valls     | 0    | 0  | 0 | 0 | 0 | 0  | 0  | 0    |                                           |
| 5    | C. D. Burriana                       | 0    | 0  | 0 | 0 | 0 | 0  | 0  | 0    |                                           |
| 6    | C. D. L' Alcora                      | 0    | 0  | 0 | 0 | 0 | 0  | 0  | 0    |                                           |
| 7    | Manises C. F.                        | 0    | 0  | 0 | 0 | 0 | 0  | 0  | 0    |                                           |
| 8    | C. F. Nou Jove Castelló              | 0    | 0  | 0 | 0 | 0 | 0  | 0  | 0    |                                           |
| 9    | C. D. Onda                           | 0    | 0  | 0 | 0 | 0 | 0  | 0  | 0    |                                           |
| 10   | Paiporta C. F.                       | 0    | 0  | 0 | 0 | 0 | 0  | 0  | 0    |                                           |
| 11   | Patacona C. F.                       | 0    | 0  | 0 | 0 | 0 | 0  | 0  | 0    |                                           |
| 12   | E. F. C. F. Promeses Sueca           | 0    | 0  | 0 | 0 | 0 | 0  | 0  | 0    |                                           |
| 13   | Ribarroja C. F.                      | 0    | 0  | 0 | 0 | 0 | 0  | 0  | 0    |                                           |
| 14   | S. C. Requena                        | 0    | 0  | 0 | 0 | 0 | 0  | 0  | 0    | Descenso a Lliga Primera FFCV             |
| 15   | Silla C. F.                          | 0    | 0  | 0 | 0 | 0 | 0  | 0  | 0    | Descenso a Lliga Primera FFCV             |
| 16   | C. F. U. E. Tavernes de la Valldigna | 0    | 0  | 0 | 0 | 0 | 0  | 0  | 0    | Descenso a Lliga Primera FFCV             |

Actualizado a los partidos jugados el 14 de septiembre de 2025.
 Fuente: Lapreferente

### Grupo Sur
| Pos. | Equipo                 | Pts. | PJ | G | E | P | GF | GC | Dif. |                                           |
| ---- | ---------------------- | ---- | -- | - | - | - | -- | -- | ---- | ----------------------------------------- |
| 1    | C. E. Alberic          | 0    | 0  | 0 | 0 | 0 | 0  | 0  | 0    | Ascenso a Tercera Federación              |
| 2    | C. F. I. Alicante      | 0    | 0  | 0 | 0 | 0 | 0  | 0  | 0    | Promoción de ascenso a Tercera Federación |
| 3    | C. F. Benidorm         | 0    | 0  | 0 | 0 | 0 | 0  | 0  | 0    | Promoción de ascenso a Tercera Federación |
| 4    | Benigànim C. F.        | 0    | 0  | 0 | 0 | 0 | 0  | 0  | 0    |                                           |
| 5    | C. F. U. D. Calpe      | 0    | 0  | 0 | 0 | 0 | 0  | 0  | 0    |                                           |
| 6    | U. D. Carcaixent       | 0    | 0  | 0 | 0 | 0 | 0  | 0  | 0    |                                           |
| 7    | C. D. Eldense "B"      | 0    | 0  | 0 | 0 | 0 | 0  | 0  | 0    |                                           |
| 8    | C. D. Jávea            | 0    | 0  | 0 | 0 | 0 | 0  | 0  | 0    |                                           |
| 9    | L'Olleria C. F.        | 0    | 0  | 0 | 0 | 0 | 0  | 0  | 0    |                                           |
| 10   | Mutxamel C. F.         | 0    | 0  | 0 | 0 | 0 | 0  | 0  | 0    |                                           |
| 11   | Novelda U. D. C. F.    | 0    | 0  | 0 | 0 | 0 | 0  | 0  | 0    |                                           |
| 12   | C. D. Olímpic          | 0    | 0  | 0 | 0 | 0 | 0  | 0  | 0    |                                           |
| 13   | U. D. Rayo Ibense      | 0    | 0  | 0 | 0 | 0 | 0  | 0  | 0    |                                           |
| 14   | F. B. Redován C. F.    | 0    | 0  | 0 | 0 | 0 | 0  | 0  | 0    | Descenso a Lliga Primera FFCV             |
| 15   | C. D. Tháder           | 0    | 0  | 0 | 0 | 0 | 0  | 0  | 0    | Descenso a Lliga Primera FFCV             |
| 16   | S. C. Torrevieja C. F. | 0    | 0  | 0 | 0 | 0 | 0  | 0  | 0    | Descenso a Lliga Primera FFCV             |

Actualizado a los partidos jugados el 14 de septiembre de 2025.
 Fuente: Lapreferente